# Achatz von Waldow
August Wilhelm Achatz von Waldow (* 14. März 1852 in Fürstenau; † 7. September 1904 ebenda) war ein deutscher Offizier, Rittergutsbesitzer und Parlamentarier.

## Leben
Achatz Eltern waren Marie Freiin von Maltzahn-Grubenhagen und der Gutsherr Wilhelm von Waldow-Fürstenau, es war die erste Ehe des Vaters. Seine Schulzeit war an der Klosterschule Roßleben und am Gymnasium in Stargard. Er studierte dann ab 1872 Rechtswissenschaften an der Ruprecht-Karls-Universität Heidelberg. 1873 wurde er Mitglied des Corps Saxo-Borussia Heidelberg. Noch im selben Jahr wechselte er zur Preußischen Armee, wo er bis 1886 Berufssoldat war. Zuletzt war er Rittmeister der Landwehrkavallerie. Anschließend wurde er Besitzer des Ritterguts Fürstenau, das er seither bewirtschaftete. Er war Kreisdeputierter und Ritterschaftsrat. In dieser Funktion unterstand er dem Kur- und Neumärkisches Ritterschaftliches Kreditinstitut mit Sitz in Berlin.
Seit einer Nachwahl 1892 bis zu seinem Tod 1904 saß Waldow als Abgeordneter des Wahlkreises Frankfurt 1 (Arnswalde, Friedeberg) im Preußischen Abgeordnetenhaus. Er gehörte der Fraktion der Konservativen Partei an.
Bereits 1878 hatte Waldow Gertrud von Schmiterlöw-Grapow geheiratet (26. Dezember 1856 in Grapow; 28. Dezember 1943 in Potsdam), die Ehe blieb kinderlos. Erbe des Güter der Eltern wurde sein Halbbruder Joachim von Waldow mit seiner Frau Viola Freiin von der Goltz. Achatz von Waldow hatte eine Schwester, Paula, sie gründete mit dem späteren Generalmajor Paul von Strantz eine Familie.